# Ladendorf (Herrschaft)

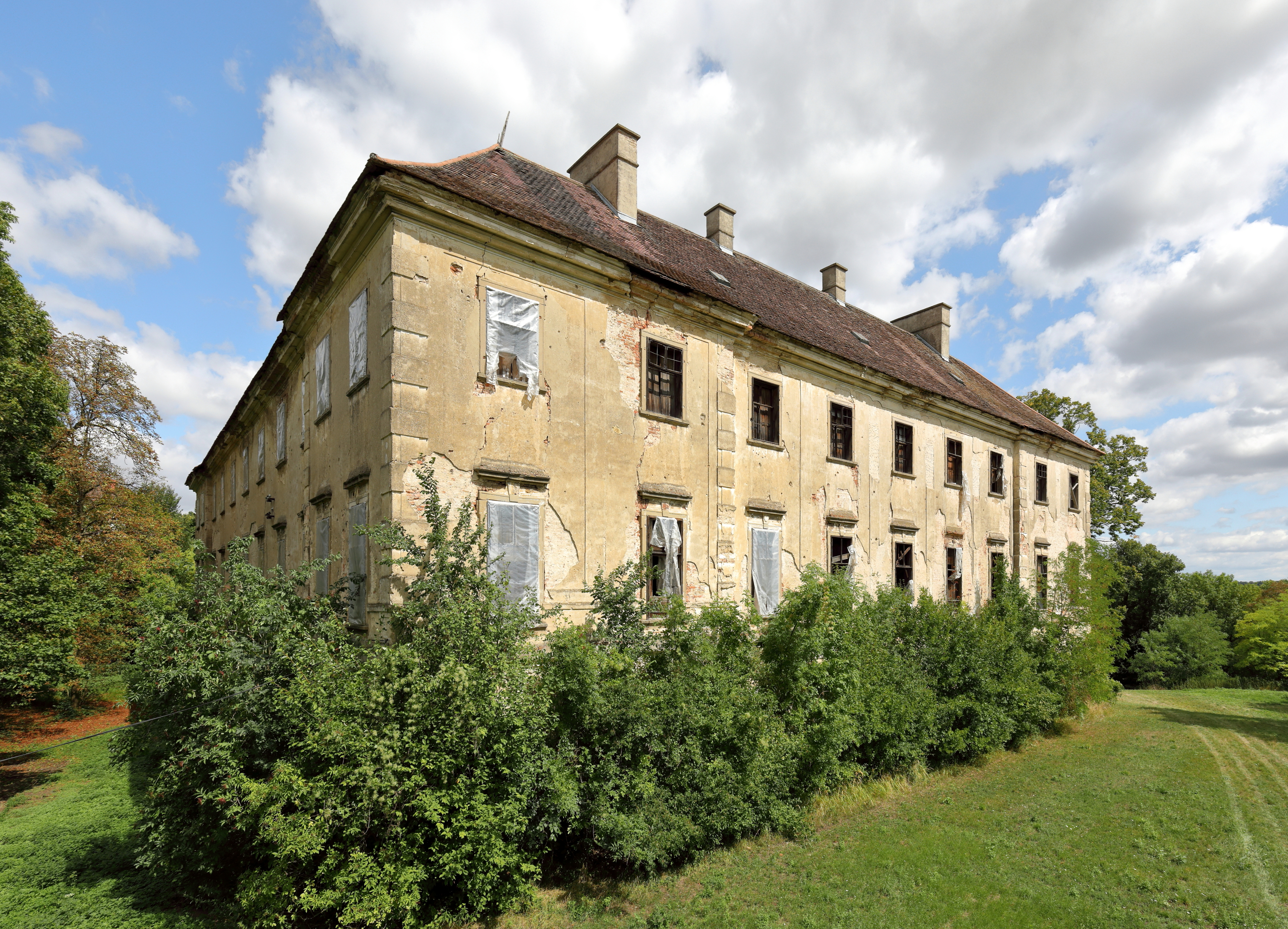
Schloss Ladendorf, Sitz der Verwaltung (2017)

Die Herrschaft Ladendorf war eine Grundherrschaft im Viertel unter dem Manhartsberg im Erzherzogtum Österreich unter der Enns, dem heutigen Niederösterreich.

## Ausdehnung
Die Herrschaft bestand weiters aus Neubau und Eggersdorf und umfasste zuletzt die Ortsobrigkeit über Ladendorf, Neubau und Eggersdorf. Der Sitz der Verwaltung befand sich im Schloss Ladendorf.

## Geschichte
Letzter Inhaber der Familienfideikommissherrschaft war Richard Fürst zu Khevenhüller-Metsch und Aichelburg, der die Herrschaft im Wege der Reformen 1848/1849 auflöste.